# Leichtathletik-Europameisterschaften 2014/100 m Hürden der Frauen

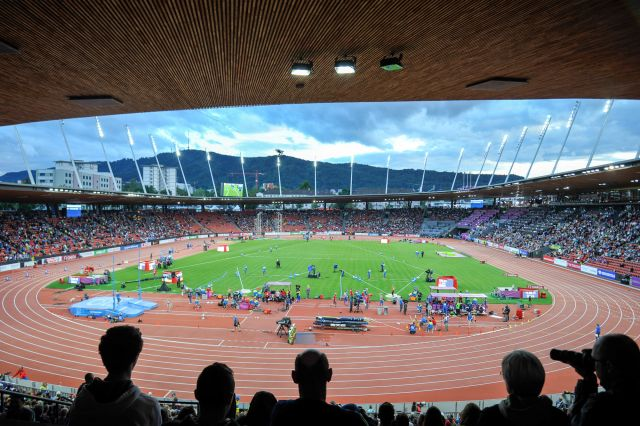
Das Letzigrund-Stadion während der Europameisterschaften 2014

Der 100-Meter-Hürdenlauf der Frauen bei den Leichtathletik-Europameisterschaften 2014 wurde am 12. und 13. August 2014 im Letzigrund-Stadion von Zürich ausgetragen.
Europameisterin wurde die britische WM-Dritte von 2013 Tiffany Porter. Sie gewann vor der Französin Cindy Billaud. Bronze ging an die Deutsche Cindy Roleder.

## Bestehende Rekorde
| Weltrekord           | 12,21 s | Jordanka Donkowa | Stara Sagora, Bulgarien      | 20. August 1988 |
| Europarekord         | 12,21 s | Jordanka Donkowa | Stara Sagora, Bulgarien      | 20. August 1988 |
| Meisterschaftsrekord | 12,38 s | Jordanka Donkowa | EM Stuttgart, BR Deutschland | 29. August 1986 |

Der bereits seit 1986 bestehende hochkarätige EM-Rekord wurde auch bei diesen Europameisterschaften nicht erreicht. Allerdings herrschten bei fast allen Rennen deutliche Gegenwindbedingungen vor. Die schnellste Zeit erzielte die spätere Europameisterin Tiffany Porter aus Großbritannien im zweiten Halbfinale mit 12,63 s, womit sie 25 Hundertstelsekunden über dem Rekord blieb. Zum Welt- und Europarekord fehlten ihr 42 Hundertstelsekunden.

## Doping
Es gab zwei Dopingfälle in diesem Bewerb. Die Russin Julija Kondakowa, die im zweiten Halbfinale ausschied, wurde bei Nachuntersuchungen der Dopingproben der Olympischen Spiele 2012 des Dopings überführt und mit einer vierjährigen Sperre ab Februar 2019 versehen. Zudem wurden all ihre Ergebnisse vom 17. Juli 2012 bis zum 31. Dezember 2014 annulliert. Auch ihre Landsfrau Jekaterina Galizkaja wurde bei denselben Untersuchungen des Dopings überführt und auch ihre Ergebnisse wurden im selben Zeitraum annulliert.
Leidtragende waren in erster Linie die Niederländerin Nadine Visser, die durch ihre Zeit im Vorlauf für den Aufstieg ins Halbfinale zugelassen wäre.

## Legende
| DNF | Wettkampf nicht beendet (did not finish) |

## Vorrunde
Die Vorrunde wurde in vier Läufen durchgeführt. Die ersten drei Athletinnen pro Lauf – hellblau unterlegt – sowie die darüber hinaus vier zeitschnellsten Läuferinnen – hellgrün unterlegt – qualifizierten sich für das Halbfinale. Wegen Zeitgleichheit im Tausendstelsekundenbereich der fünftplatzierten Hürdensprinterin im dritten Rennen und der sechstplatzierten im zweiten Lauf erreichten schließlich fünf Teilnehmerinnen über ihre Zeit die nächste Runde. Eine weitere Athletin dagegen, die im vierten Vorlauf mit 13,12 s im Hundertstelsekundenbereich ebenfalls Zeitgleichheit mit diesen beiden letztlich für das Halbfinale qualifizierten Läuferinnen aufwies, war im Tausendstelsekundenbereich schwächer und schied somit aus.

### Vorlauf 1

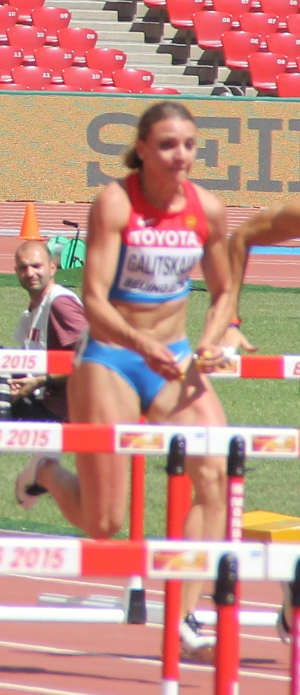
Jekaterina Galitskaja erreichte als Fünfte ihres Vorlaufs nicht die nächste Runde
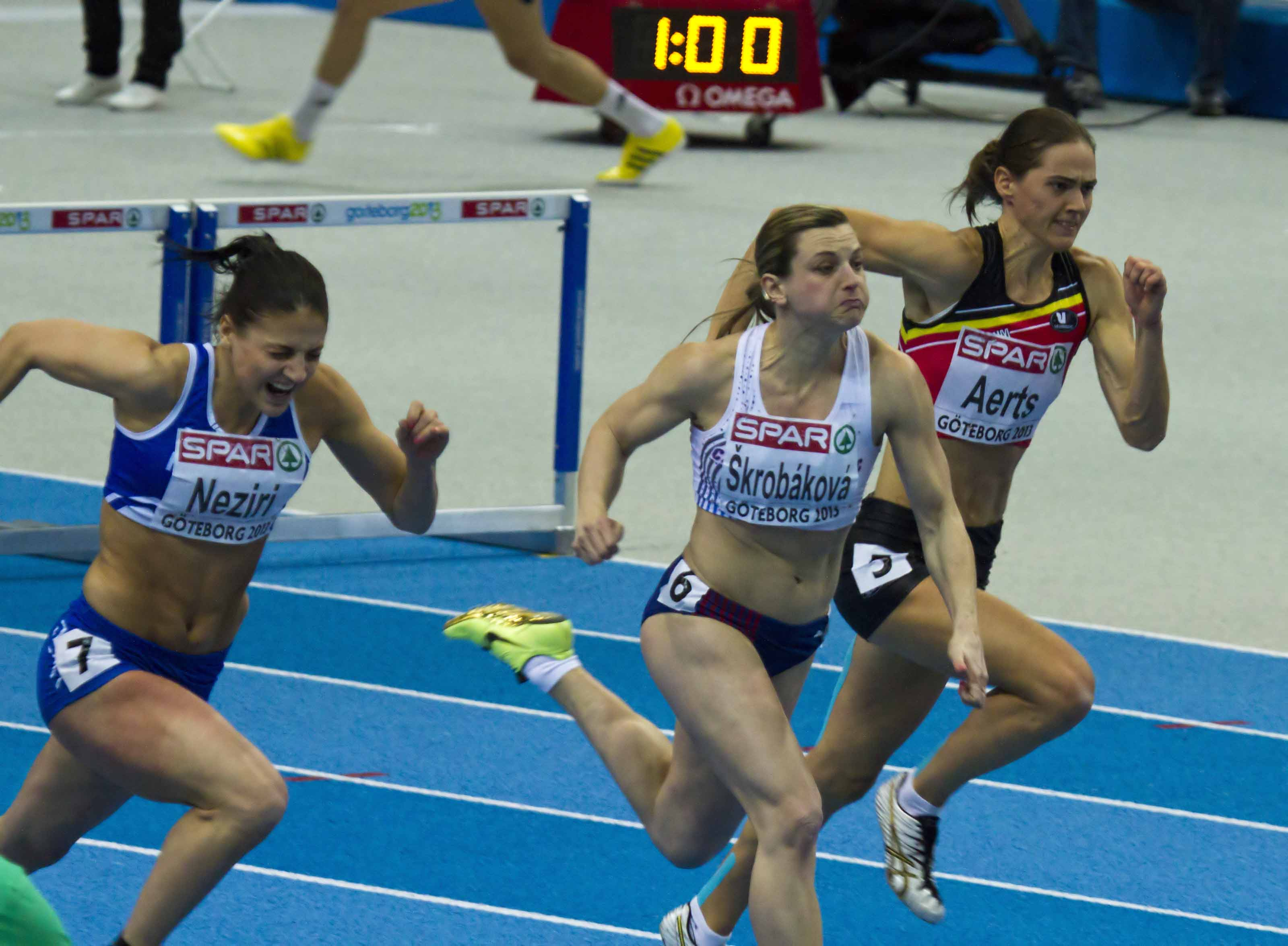
Lucie Škrobáková (Mitte) wurde Sechste in ihrem Vorlauf und schied damit aus
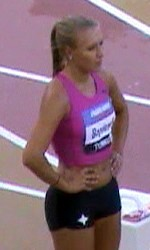
Matilda Bogdanoffs siebter Rang im ersten Vorlauf war zu wenig, um im Halbfinale dabei zu sein

12. August 2014, 13:30 Uhr
Wind: −1,5 m/s
| Platz | Name                 | Nation      | Zeit (s) |
| ----- | -------------------- | ----------- | -------- |
| 1     | Cindy Billaud        | Frankreich  | 12,75    |
| 2     | Alina Talaj          | Belarus     | 13,17    |
| 3     | Franziska Hofmann    | Deutschland | 13,21    |
| 4     | Caridad Jerez        | Spanien     | 13,23    |
| 5     | Lucie Škrobáková     | Tschechien  | 13,29    |
| 6     | Matilda Bogdanoff    | Finnland    | 13,39    |
| DOP   | Jekaterina Galizkaja | Russland    | 13,24    |

### Vorlauf 2

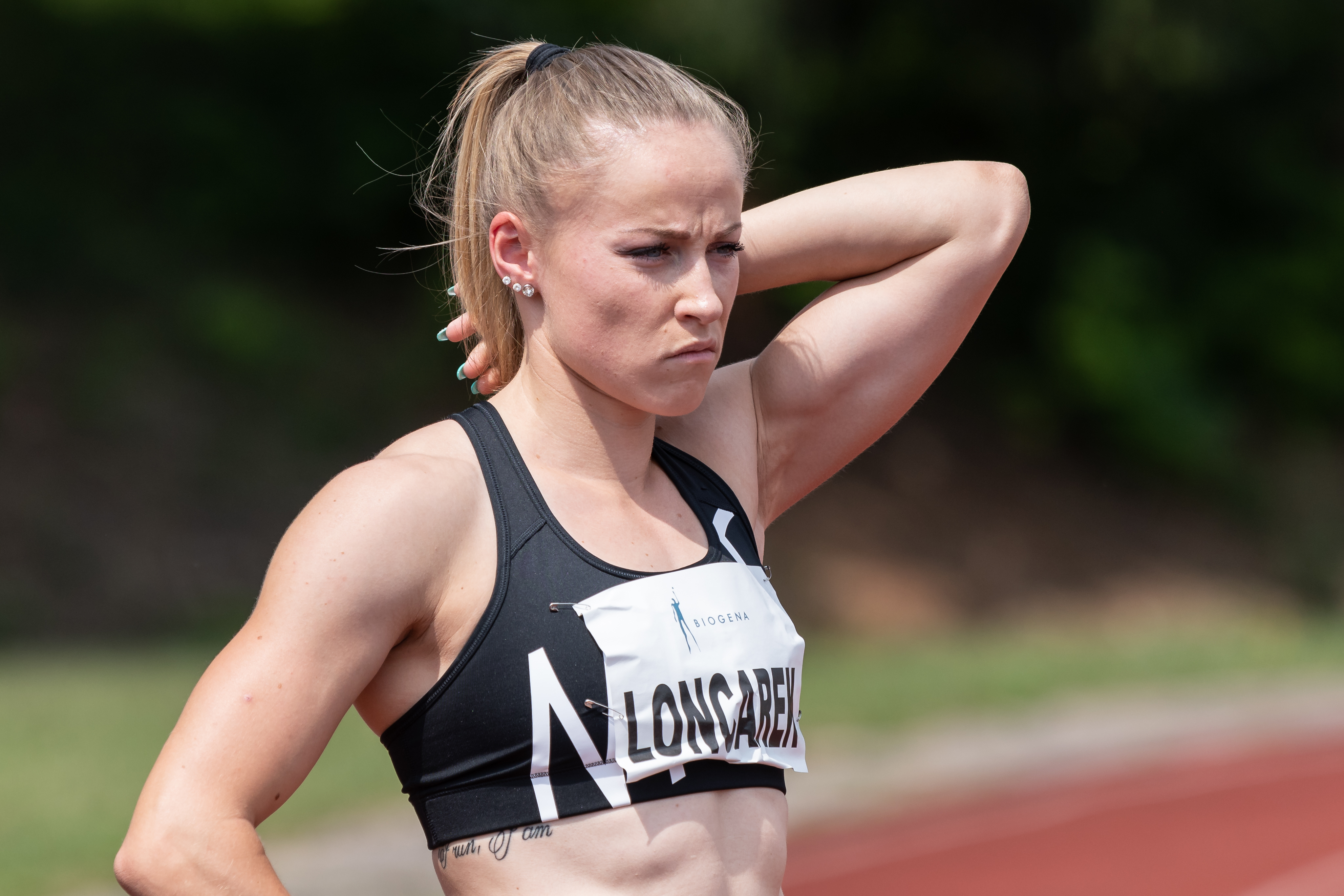
Als Siebte ihres Rennens schied Ivana Lončarek in der Vorrunde aus

12. August 2014, 13:38 Uhr
Wind: −1,1 m/s
| Platz | Name              | Nation      | Zeit (s) |
| ----- | ----------------- | ----------- | -------- |
| 1     | Anne Zagré        | Belgien     | 12,86    |
| 2     | Cindy Roleder     | Deutschland | 12,91    |
| 3     | Marzia Caravelli  | Italien     | 12,98    |
| 4     | Rosina Hodde      | Niederlande | 12,99    |
| 5     | Swetlana Topilina | Russland    | 13,06    |
| 6     | Karolina Kołeczek | Polen       | 13,12    |
| 7     | Ivana Lončarek    | Kroatien    | 13,25    |
| 8     | Sarah Lavin       | Irland      | 13,35    |

### Vorlauf 3

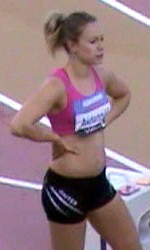
Platz sechs im dritten Vorlauf reichte für Ida Aidanpää nicht zum Weiterkommen
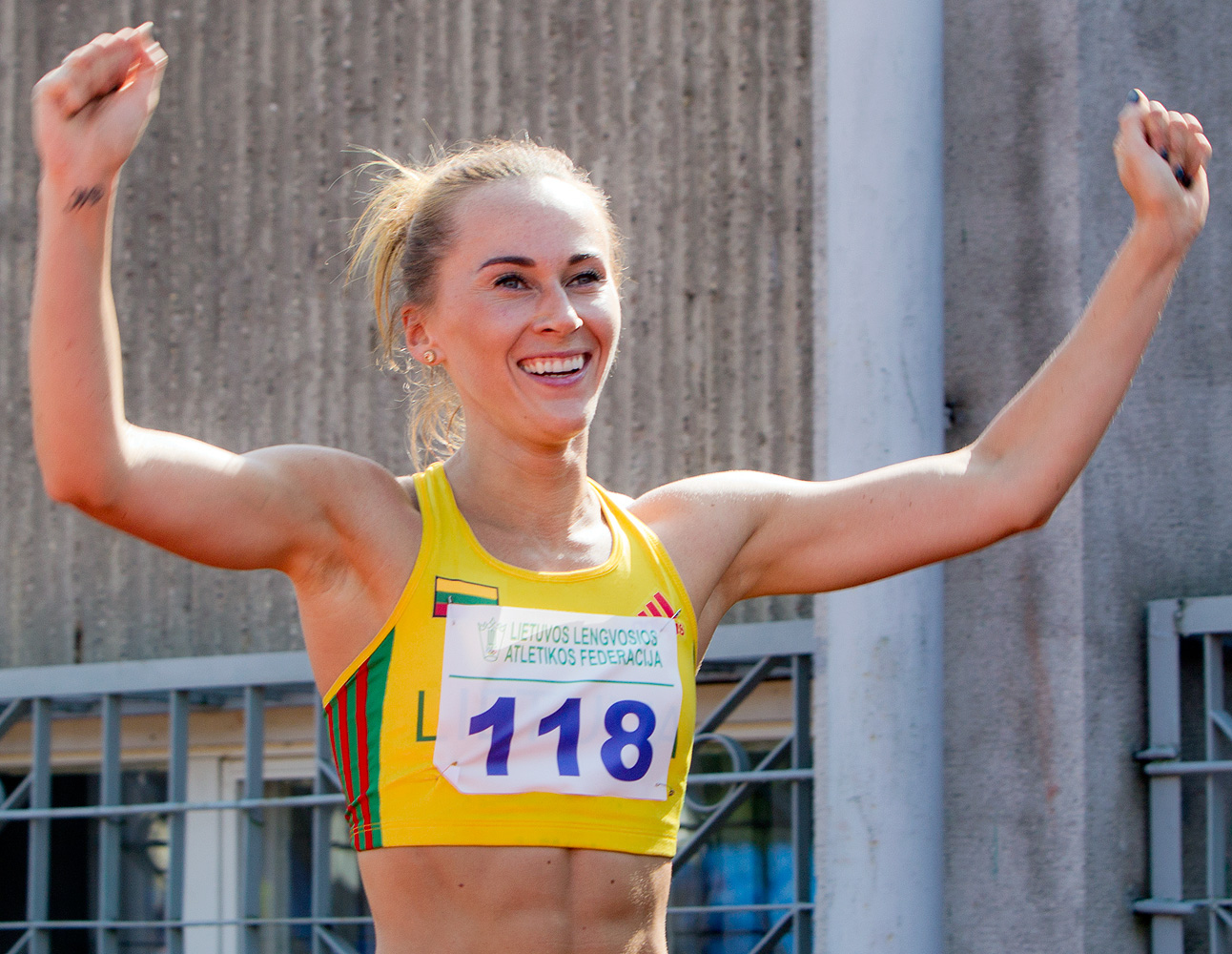
Sonata Tamošaitytė – Siebte ihres Vorlaufs und damit ausgeschieden
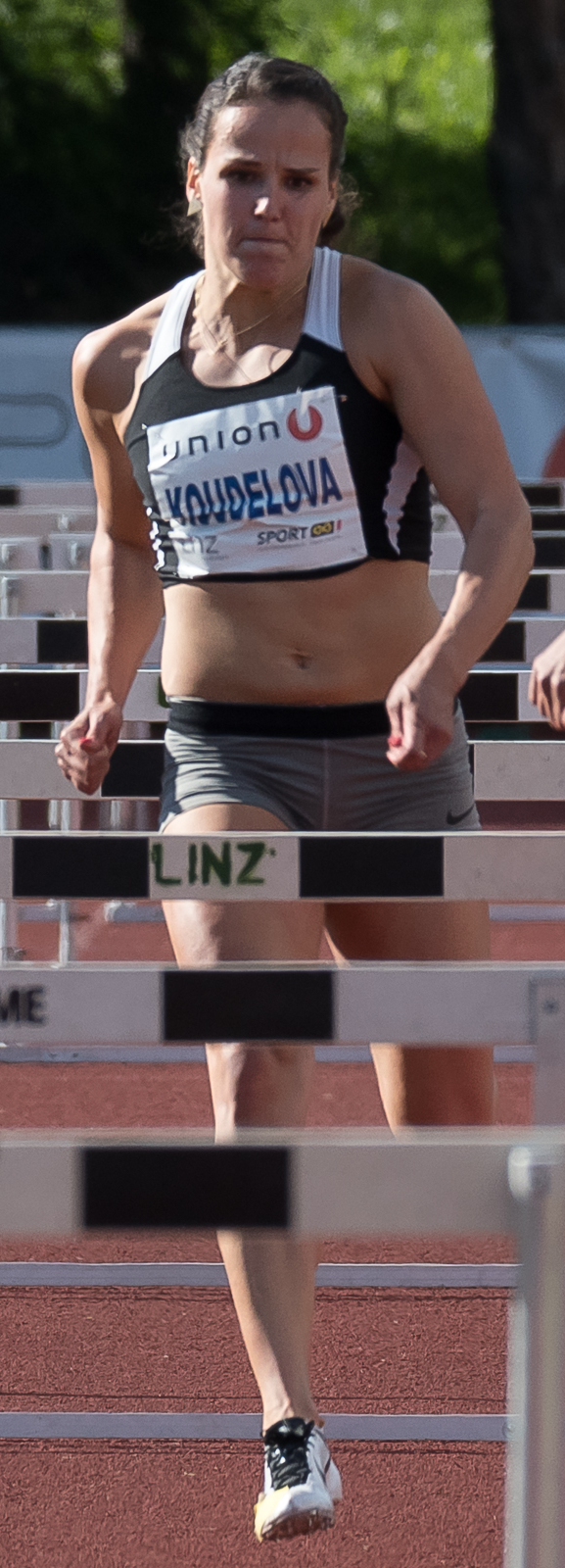
Lucie Koudelová erreichte in ihrem Vorlauf nicht das Ziel

12. August 2014, 13:46 Uhr
Wind: ±0,0 m/s
| Platz | Name               | Nation      | Zeit (s)                            |
| ----- | ------------------ | ----------- | ----------------------------------- |
| 1     | Nadine Hildebrand  | Deutschland | 12,78                               |
| 2     | Sharona Bakker     | Niederlande | 12,85                               |
| 3     | Lisa Urech         | Schweiz     | 13,05                               |
| 4     | Marina Tomić       | Slowenien   | 13,12                               |
| 5     | Ida Aidanpää       | Finnland    | 13,26                               |
| 6     | Sonata Tamošaitytė | Litauen     | 13,34                               |
| DNF   | Lucie Koudelová    | Tschechien  |                                     |
| DOP   | Julija Kondakowa   | Russland    | 12,97 für das Halbfinale zugelassen |

### Vorlauf 4

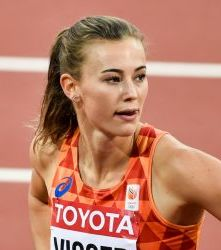
Nadine Visser – Rang vier und nur wegen einer um Tausendstelsekunden zu schwachen Zeit nicht im Halbfinale
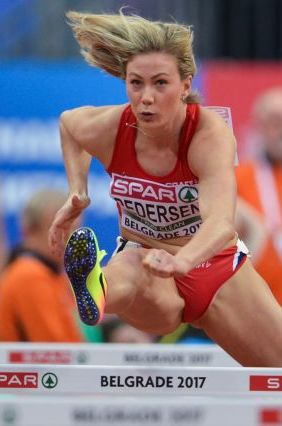
Isabelle Pedersen – ausgeschieden auf Rang fünf

12. August 2014, 13:54 Uhr
Wind: −2,0 m/s
| Platz | Name               | Nation         | Zeit (s)                                         |
| ----- | ------------------ | -------------- | ------------------------------------------------ |
| 1     | Tiffany Porter     | Großbritannien | 12,69                                            |
| 2     | Noemi Zbären       | Schweiz        | 12,95                                            |
| 3     | Eline Berings      | Belgien        | 13,00                                            |
| 4     | Nadine Visser      | Niederlande    | 13,12 eigentlich für das Halbfinale qualifiziert |
| 5     | Isabelle Pedersen  | Norwegen       | 13,17                                            |
| 6     | Nooralotta Neziri  | Finnland       | 13,17                                            |
| 7     | Elisavet Pesiridou | Griechenland   | 13,27                                            |
| 8     | Beate Schrott      | Österreich     | 13,31                                            |

Weitere im vierten Vorlauf ausgeschiedene Hürdensprinterinnen

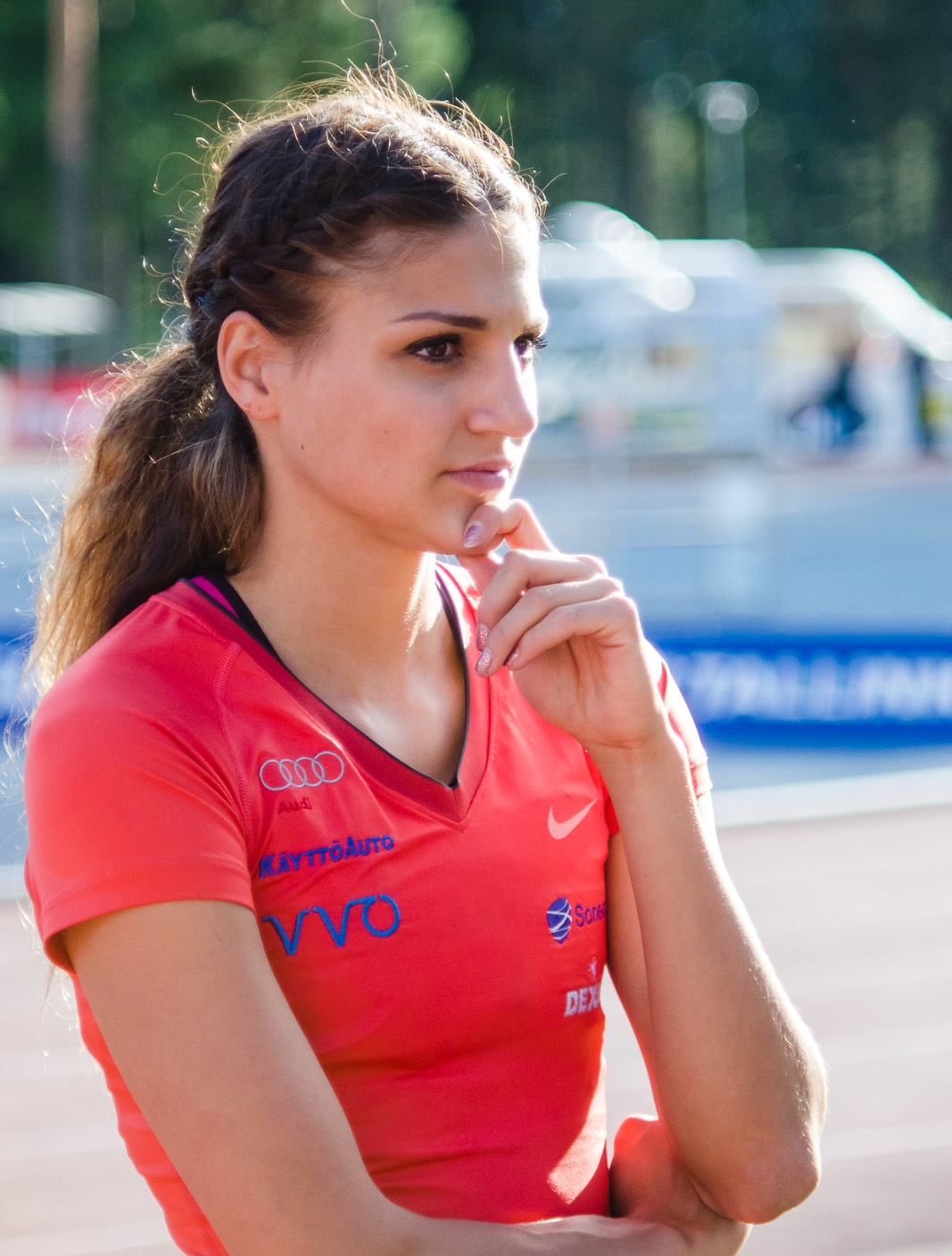
Nooralotta Neziri – Rang sechs
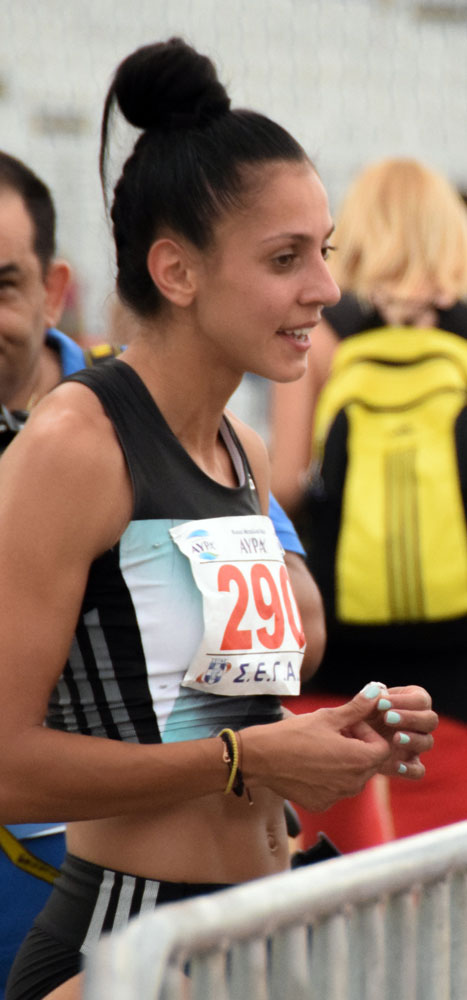
Elisávet Pesirídou – Rang sieben
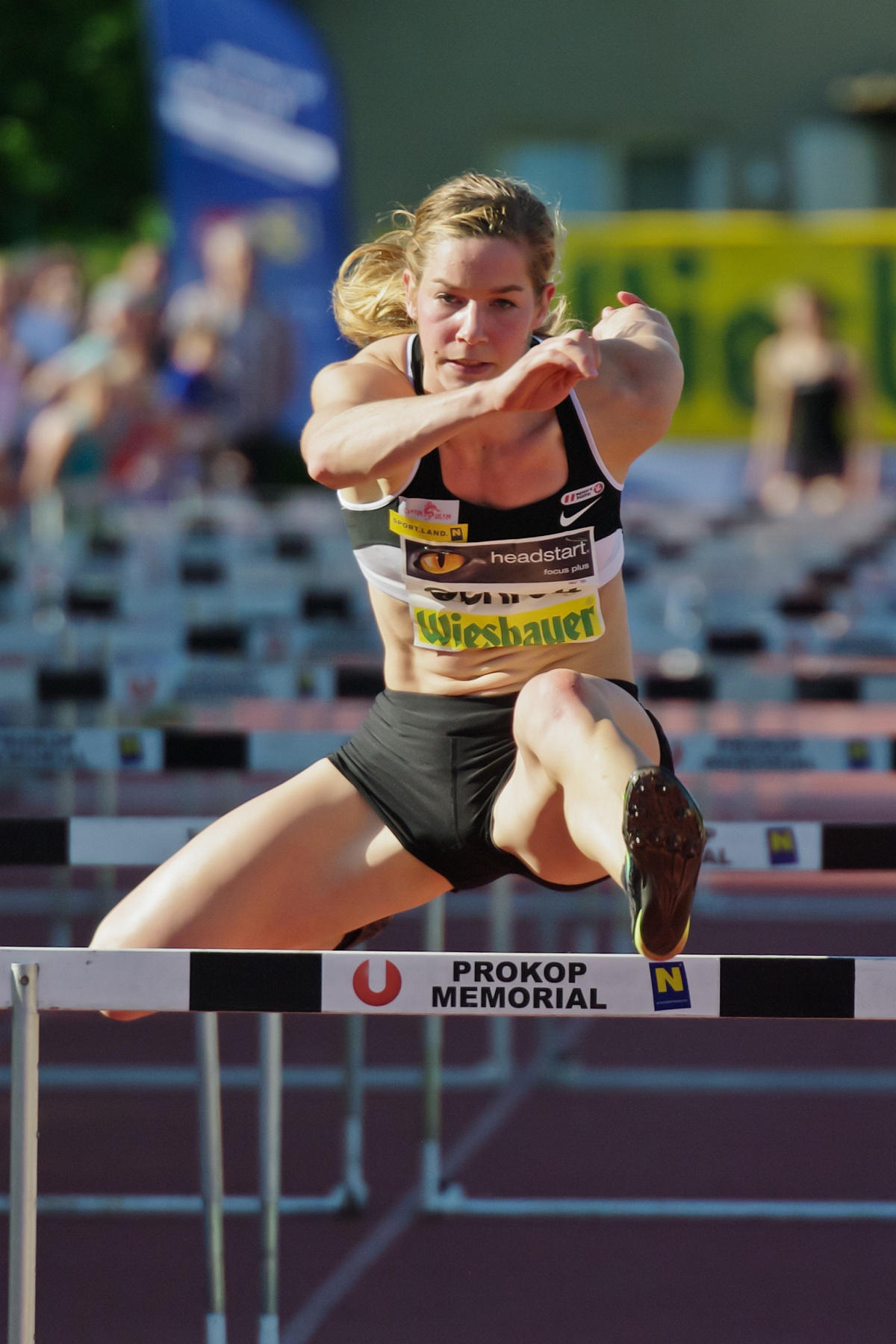
Beate Schrott – Rang acht

## Halbfinale
Aus den beiden Halbfinalläufen qualifizierten sich die jeweils ersten drei Athletinnen – hellblau unterlegt – sowie die darüber hinaus zwei zeitschnellsten Läuferinnen – hellgrün unterlegt – für das Finale.

### Lauf 1

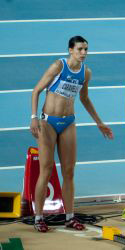
Marzia Caravellis siebter Rang im ersten Halbfinale reichte nicht für die Finalteilnahme
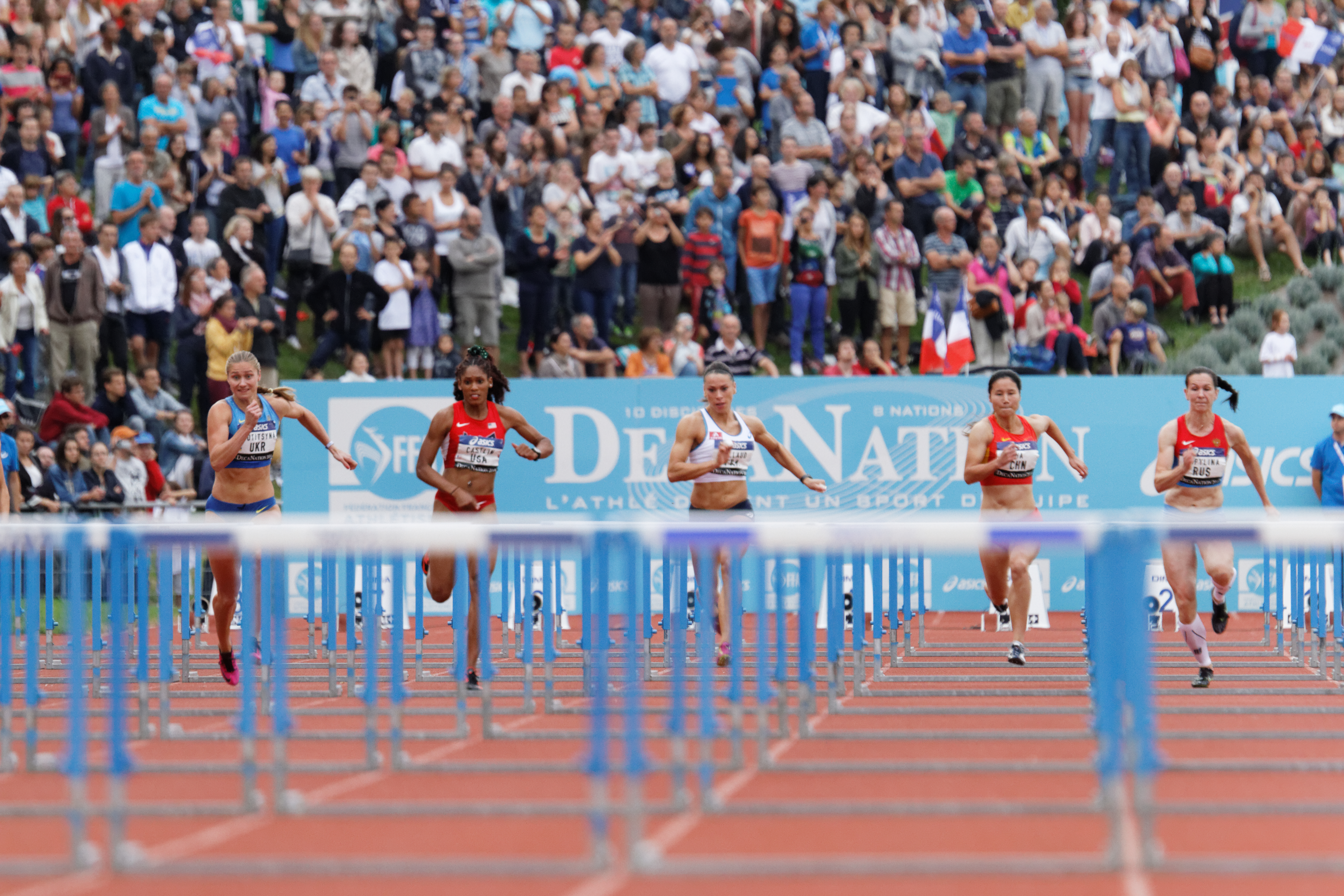
Swetlana Topilina (ganz rechts) schied als Achte ihres Rennens im Halbfinale aus
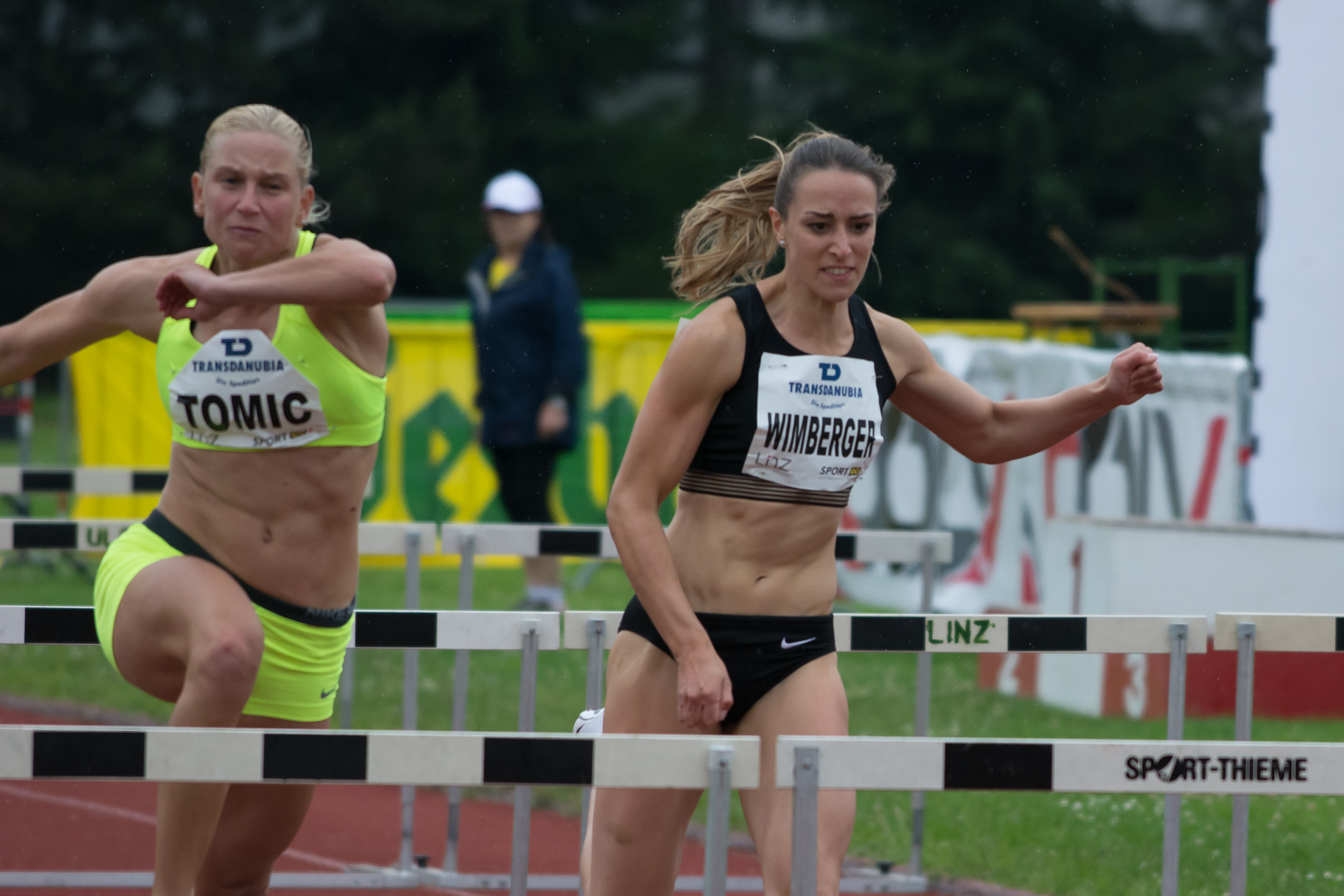
Marina Tomić (links) kam als Neunte ihres Semifinallaufs nicht ins Finale

12. August 2014, 20:56 Uhr
Wind: −0,8 m/s
| Platz | Name              | Nation      | Zeit (s) |
| ----- | ----------------- | ----------- | -------- |
| 1     | Cindy Billaud     | Frankreich  | 12,79    |
| 2     | Cindy Roleder     | Deutschland | 12,84    |
| 3     | Rosina Hodde      | Niederlande | 12,91    |
| 4     | Nadine Hildebrand | Deutschland | 12,92    |
| 5     | Eline Berings     | Belgien     | 12,95    |
| 6     | Noemi Zbären      | Schweiz     | 13,01    |
| 7     | Marzia Caravelli  | Italien     | 13,06    |
| 8     | Swetlana Topilina | Russland    | 13,27    |
| 9     | Marina Tomić      | Slowenien   | 13,32    |

### Lauf 2

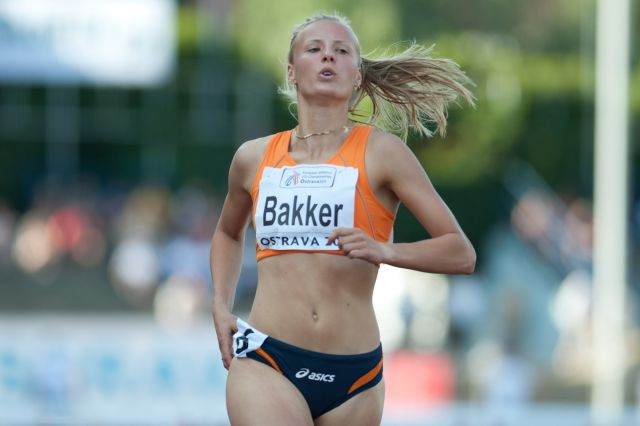
Sharona Bakker – Rang vier
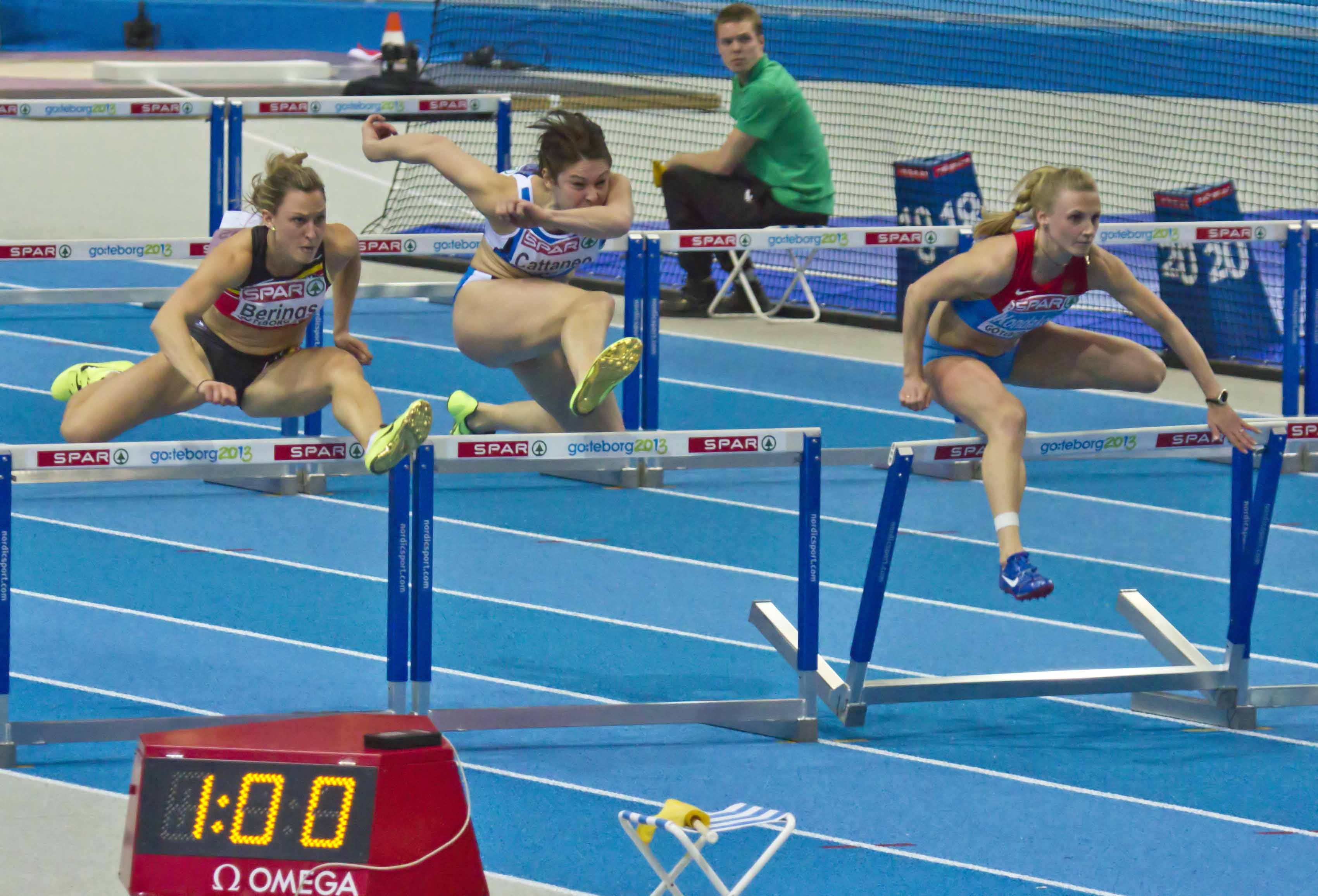
Julia Kondakowa (ganz rechts) – Rang sechs
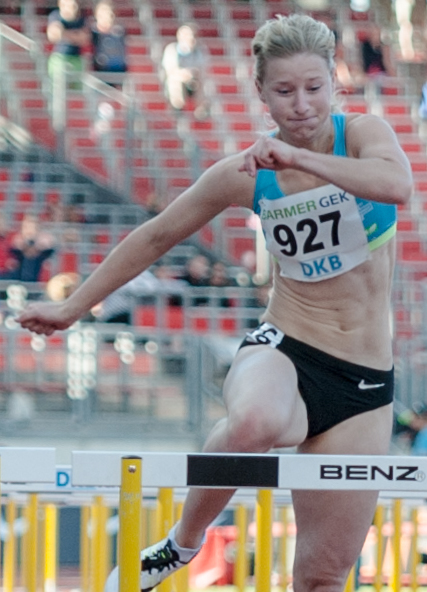
Franziska Hofmann – Rang sieben
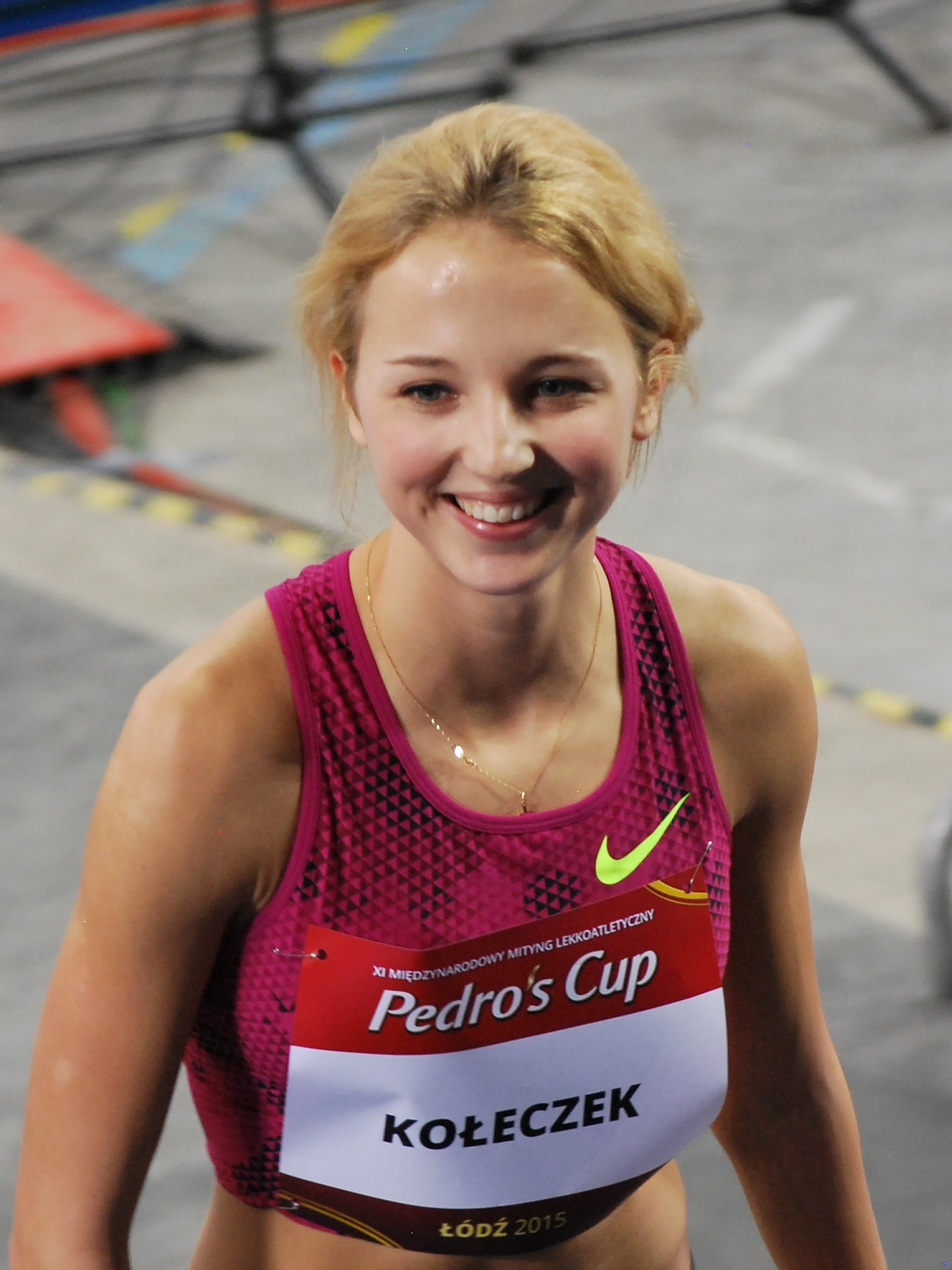
Karolina Kołeczek – Rang acht

12. August 2014, 21:03 Uhr
Wind: −0,1 m/s
| Platz | Name              | Nation         | Zeit (s) |
| ----- | ----------------- | -------------- | -------- |
| 1     | Tiffany Porter    | Großbritannien | 12,63    |
| 2     | Anne Zagré        | Belgien        | 12,83    |
| 3     | Alina Talaj       | Belarus        | 12,94    |
| 4     | Sharona Bakker    | Niederlande    | 13,02    |
| 5     | Lisa Urech        | Schweiz        | 13,10    |
| 6     | Franziska Hofmann | Deutschland    | 13,14    |
| 7     | Karolina Kołeczek | Polen          | 13,20    |
| DOP   | Julija Kondakowa  | Russland       | 13,11    |

## Finale

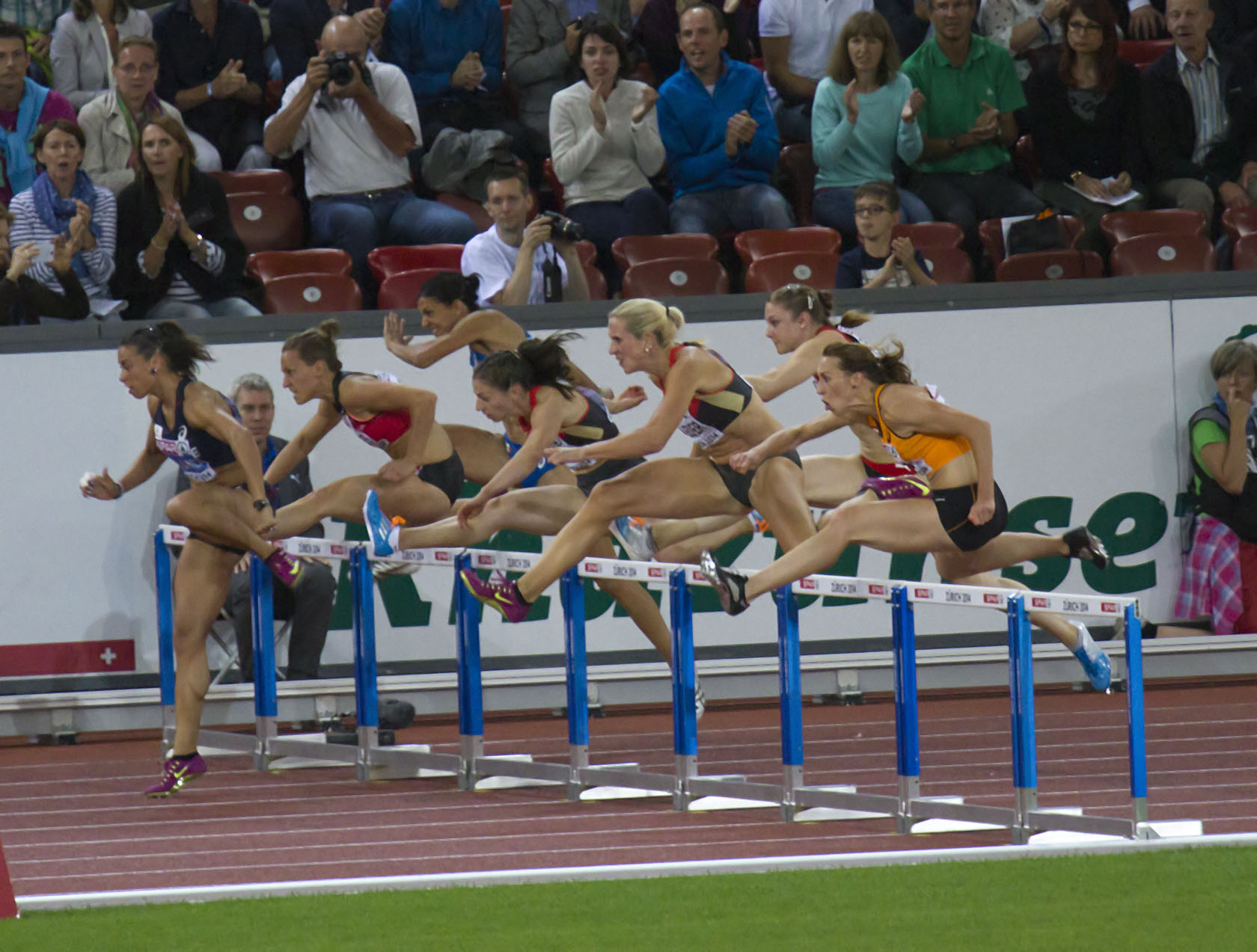
Kurz nach dem Start: ein noch ganz enges Rennen

13. August 2014, 21:34 Uhr
Wind: −0,7 m/s
| Platz | Name              | Nation         | Zeit (s) |
| ----- | ----------------- | -------------- | -------- |
| 1     | Tiffany Porter    | Großbritannien | 12,76    |
| 2     | Cindy Billaud     | Frankreich     | 12,79    |
| 3     | Cindy Roleder     | Deutschland    | 12,82    |
| 4     | Anne Zagré        | Belgien        | 12,89    |
| 5     | Alina Talaj       | Belarus        | 12,97    |
| 6     | Nadine Hildebrand | Deutschland    | 13,01    |
| 7     | Rosina Hodde      | Niederlande    | 13,08    |
| 8     | Eline Berings     | Belgien        | 13,24    |

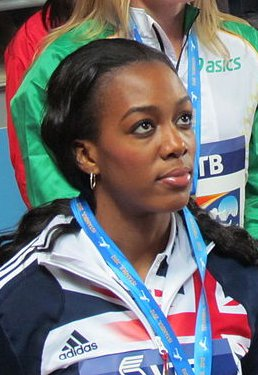
Europameisterin Tiffany Porter, 2013 war sie WM-Dritte
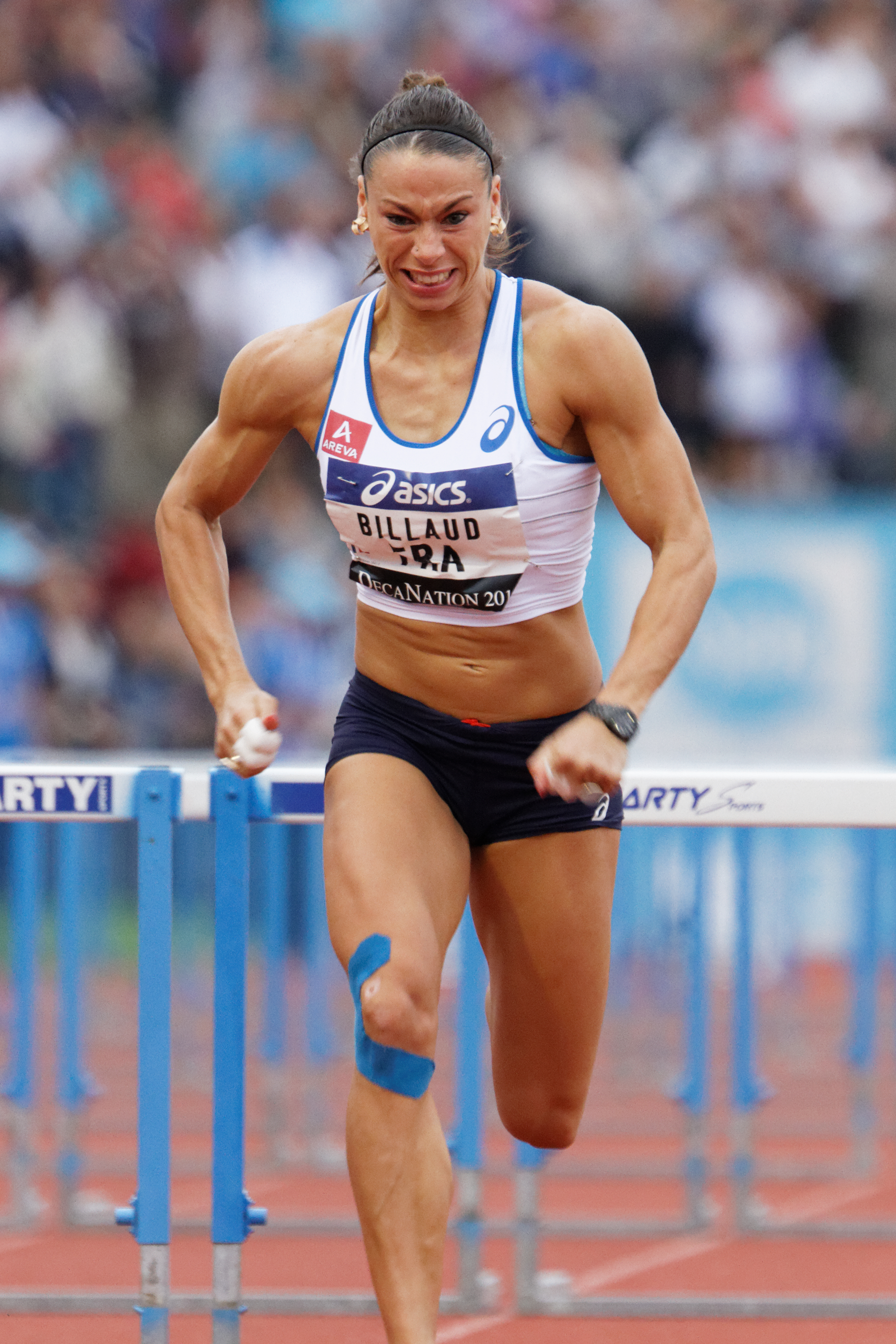
Vizeeuropameisterin Cindy Billaud
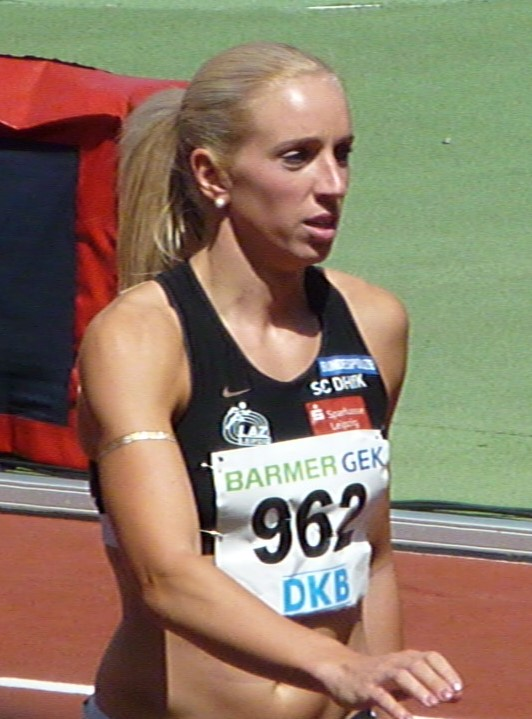
Cindy Roleder errang mit Bronze ihre erste Medaille bei einer großen internationalen Meisterschaft – weitere sollten folgen
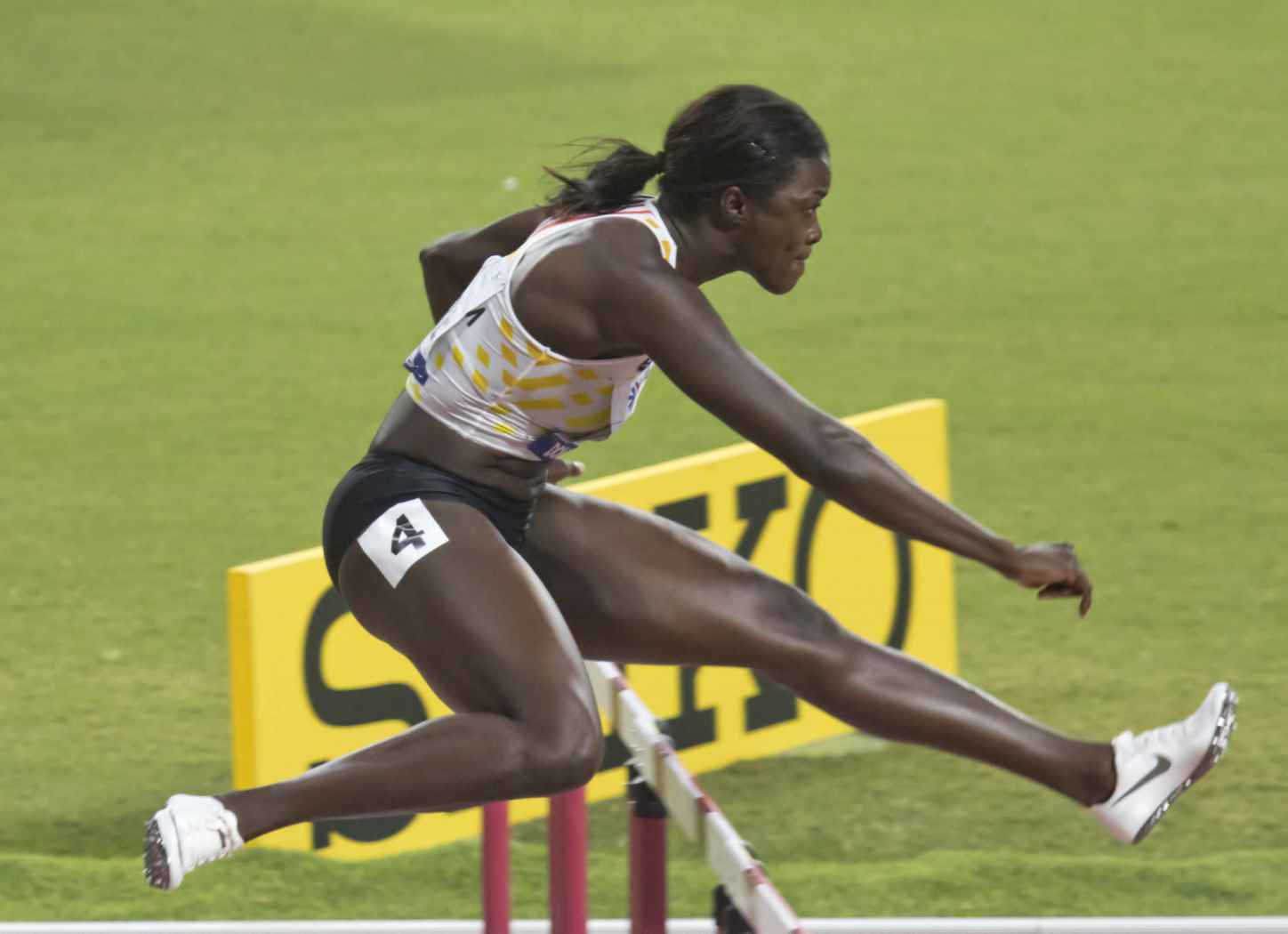
Um sieben Hundertstelsekunden geschlagen belegte Anne Zagré den vierten Platz

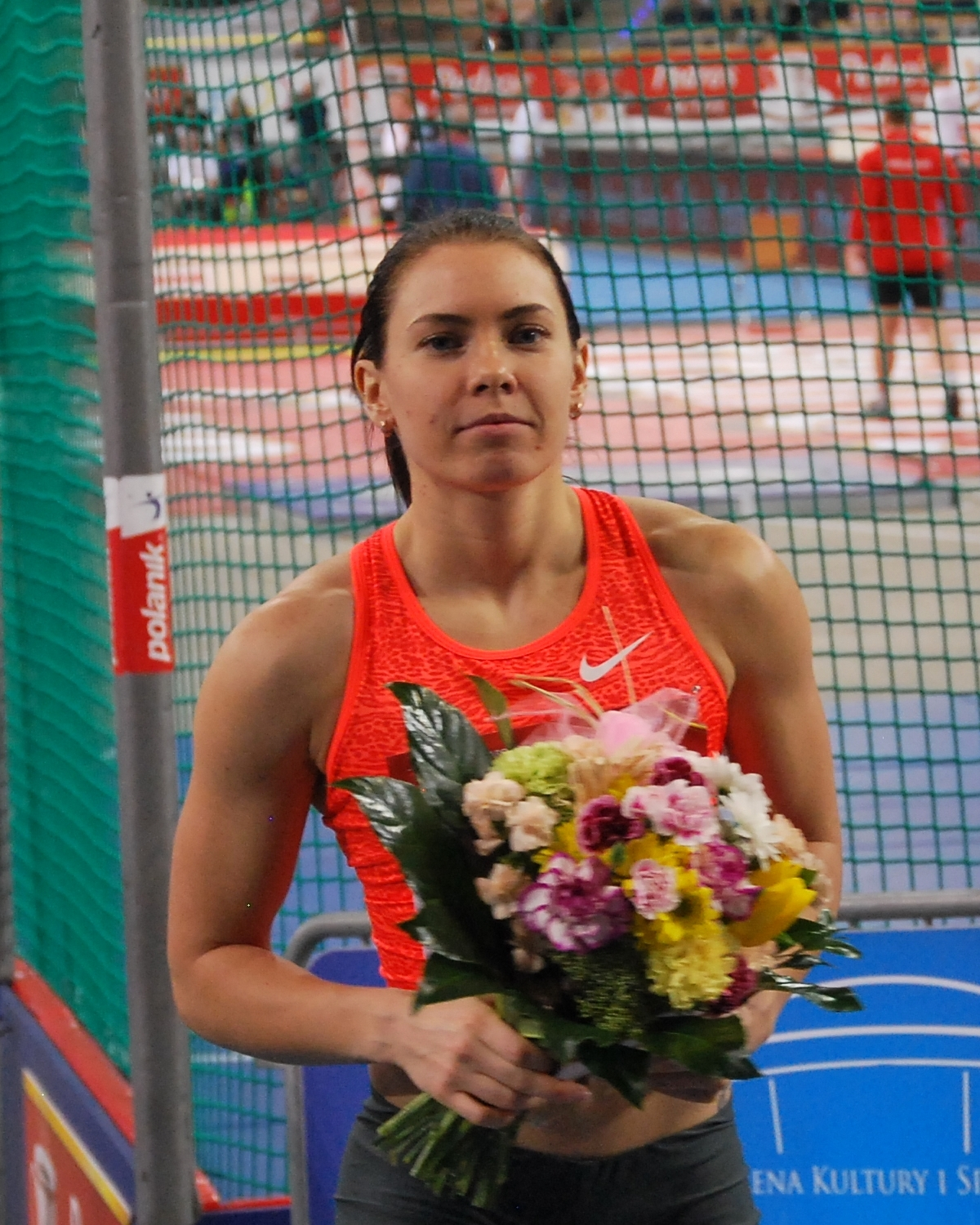
Titelverteidigerin Alina Talaj wurde diesmal Fünfte
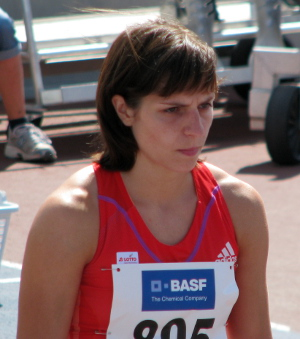
Nadine Hildebrand erreichte Platz sechs
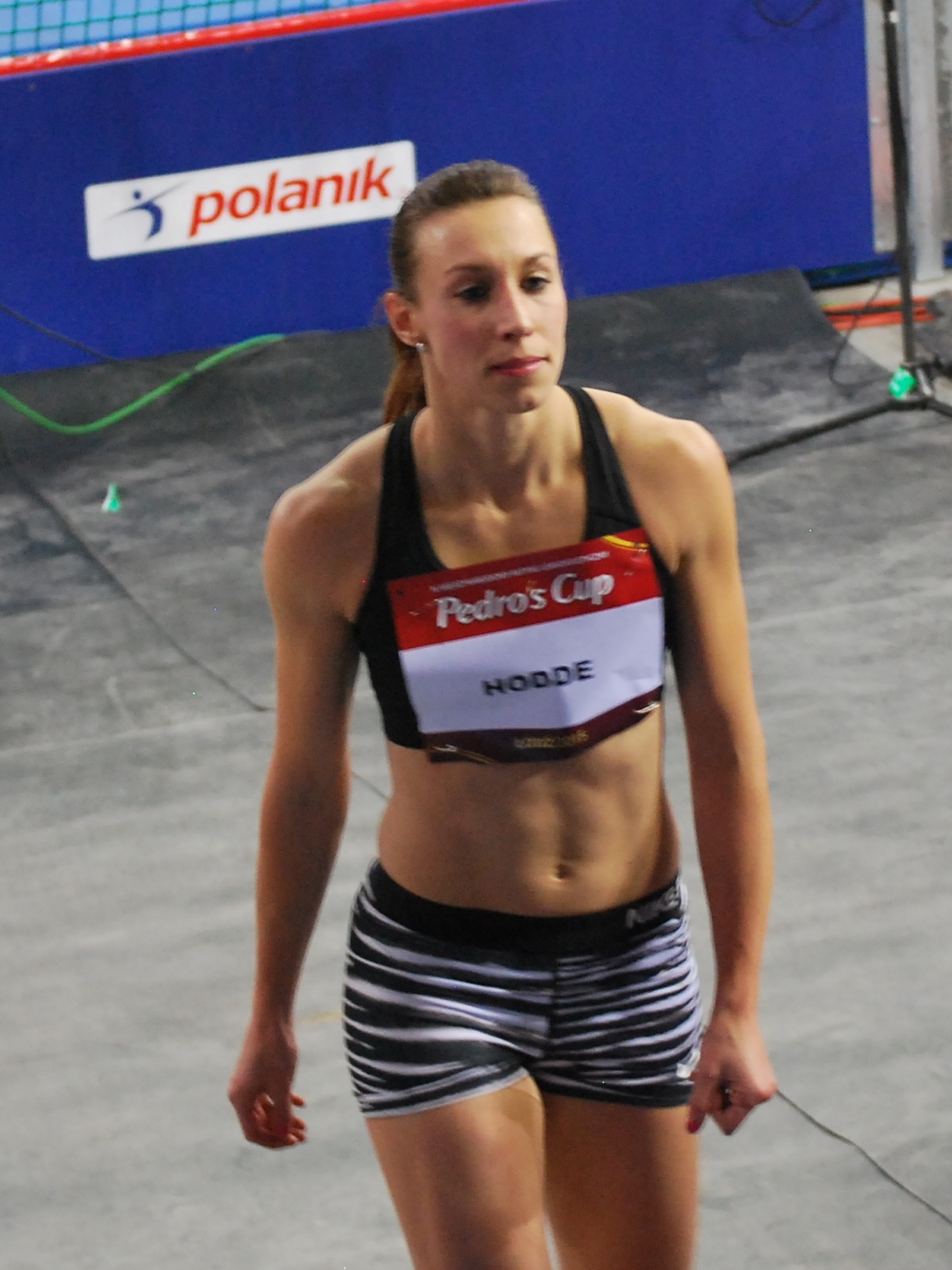
Rosina Hodde kam auf den siebten Platz
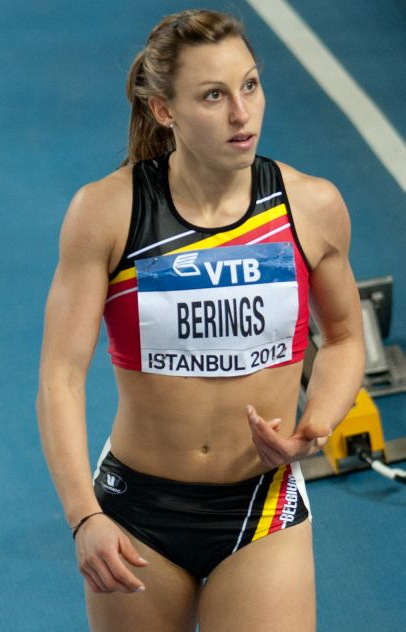
Eline Berings – Rang acht

## Videolink
- 100mh. Final. 22nd European Athletics Championships. Zurich (2014), youtube.com, abgerufen am 14. Februar 2020